# جون أ. فيلد جونيور
جون أ. فيلد جونيور (بالإنجليزية: John A. Field, Jr.) هو قاضي ومحامي أمريكي، ولد في 22 مارس 1910 في تشارلستون في الولايات المتحدة، وتوفي في 16 ديسمبر 1995 في نيبلز في الولايات المتحدة.